# Lijst van kastelen in Noord-Holland
Dit is een lijst van kastelen in de Nederlandse provincie Noord-Holland. In de lijst zijn alleen die kastelen en voormalige kastelen opgenomen die verdedigbaar waren of zo bedoeld zijn, en voor bewoning bestemd waren. Een deel van de kastelen in de lijst is op dit moment een landhuis dat gebouwd is op de fundamenten van een (verdwenen) kasteel.
| Kasteel                                           | Plaats                    | Gemeente                  | Bouwperiode         | Type          | Huidige staat                                                   | Toegankelijk  | Afbeelding |
| ------------------------------------------------- | ------------------------- | ------------------------- | ------------------- | ------------- | --------------------------------------------------------------- | ------------- | ---------- |
| Adrichem                                          | Beverwijk                 | Beverwijk                 | circa 1250          |               | 1809-1812 afgebroken                                            |               |            |
| Aelbrechtsberg                                    | Bloemendaal               | Bloemendaal               |                     |               | verdwenen                                                       | nee           |            |
| Akersloot                                         | Akersloot                 | Castricum                 | 13e eeuw            | mottekasteel  | 14e eeuw verdwenen                                              |               |            |
| Amstel                                            | Ouderkerk aan de Amstel   | Ouder Amstel              | 12e eeuw            | mottekasteel  | 1204 verwoest                                                   | begraafplaats |            |
| Amsterdam                                         | Amsterdam                 | Amsterdam                 | 1280-1290           |               | afgebroken 1304, restanten ondergronds                          |               |            |
| Assendelft                                        | Assendelft                | Zaanstad                  | vóór 1305           |               | in 1426 verdwenen                                               |               |            |
| Assumburg                                         | Heemskerk                 | Heemskerk                 |                     |               | verbouwd                                                        | op verzoek    |            |
| Banjaert                                          | Beverwijk                 | Beverwijk                 | 12e eeuw            | curtis        | 1204 verwoest                                                   |               |            |
| Beeckestijn                                       | Velsen-Zuid               | Velsen                    | 15e eeuw            |               | landhuis                                                        |               |            |
| Bennebroek, zie Jan Aernts woninge van Bennebroek | Haarlem                   | Haarlem                   |                     |               |                                                                 |               |            |
| Berkenrode, Huis te                               | Heemstede                 | Heemstede                 | 14e eeuw            |               | in 1797 gesloopt, kasteelplaats als eiland in vijver herkenbaar |               |            |
| Bollenhofstede                                    | Bloemendaal               | Bloemendaal               | vóór 1346           |               | in 1805 afgebroken                                              |               |            |
| Boekel                                            | Boekel                    | Castricum                 | 12e eeuw (?)        |               | verdwenen                                                       |               |            |
| Bosch, Ten                                        | Weesp                     | Weesp                     |                     |               |                                                                 |               |            |
| Brederode                                         | Santpoort-Zuid            | Velsen                    |                     |               | restanten                                                       | ja            |            |
| Caprera                                           | Bloemendaal               | Bloemendaal               |                     |               |                                                                 |               |            |
| Coulster, Ter                                     | Heiloo                    | Heiloo                    |                     |               | gracht zichtbaar                                                |               |            |
| Cranenbroek                                       | Heiloo                    | Heiloo                    | 14e eeuw            |               | 1573 afgebrand; gracht zichtbaar                                |               |            |
| Dampegeest                                        | Limmen                    | Castricum                 | 14e eeuw            |               | 1846 afgebroken                                                 |               |            |
| Eenigenburch                                      | Eenigenburg               | Schagen                   | 13e eeuw            | dwangburcht?  | 1296 verwoest?                                                  |               |            |
| Egmond                                            | Egmond aan den Hoef       | Bergen                    |                     |               | reliëf zichtbaar                                                | ja            |            |
| Heemstede                                         | Heemstede                 | Heemstede                 |                     |               | restanten ondergronds                                           |               |            |
| Hilversum                                         | Hilversum                 | Hilversum                 | circa 1300          |               | gesloopt in de 15e eeuw                                         |               |            |
| Hoogwoud                                          | Hoogwoud                  | Opmeer                    | tussen 1429 en 1463 |               | verdwenen vóór 1607                                             |               |            |
| Ilpenstein                                        | Ilpendam                  |                           | 1622                |               | 1872                                                            |               |            |
| Jan Aernts woninge van Bennebroek                 | Haarlem                   | Haarlem                   | 13e eeuw            |               | afgebroken 14e eeuw                                             |               |            |
| Keggenrode                                        | Heemstede (Noord-Holland) | Heemstede (Noord-Holland) | vóór 1336           |               | verdwenen                                                       |               |            |
| Kleef, Ter                                        | Haarlem                   | Haarlem                   |                     |               | restanten                                                       | op verzoek    |            |
| Kostverloren                                      | Amstelveen                | Amstelveen                | circa 1425          |               | 1822 afgebroken, restanten ondergronds                          |               |            |
| Kronenburg                                        | Castricum                 | Castricum                 | 12e-13e eeuw        |               | 16e eeuw afgebroken, verhoging en deel van de gracht zichtbaar  |               |            |
| Marquette                                         | Heemskerk                 | Heemskerk                 |                     |               |                                                                 | enkel groepen |            |
| Medemblik / Radboud                               | Medemblik                 | Medemblik                 |                     |               | volledig intact                                                 | ja            |            |
| Merestein                                         | Beverwijk                 | Beverwijk                 | 14e eeuw            |               | eind 18e eeuw afgebroken; restanten ondergronds                 |               |            |
| Middelburg                                        | Oudorp                    | Alkmaar                   |                     |               | reliëf zichtbaar                                                | nee           |            |
| Muiderslot                                        | Muiden                    | Muiden                    |                     |               | volledig intact                                                 | ja            |            |
| Nederhorst                                        | Nederhorst den Berg       | Wijdemeren                |                     |               | verbouwd                                                        |               |            |
| Nieuwburg                                         | Oudorp                    | Alkmaar                   |                     |               | reliëf zichtbaar                                                | ja            |            |
| Nuwendoorn                                        | Krabbendam                | Schagen                   |                     |               | reliëf zichtbaar                                                | ja            |            |
| Oosterwijk                                        | Beverwijk                 | Beverwijk                 |                     |               |                                                                 |               |            |
| Oud-Haerlem                                       | Heemskerk                 | Heemskerk                 |                     |               | reliëf zichtbaar                                                |               |            |
| De Park                                           | Haarlem                   | Haarlem                   |                     | adellijk huis | verdwenen                                                       |               |            |
| Poelenburg                                        | Heemskerk                 | Heemskerk                 | 14e eeuw            |               | afgebroken tussen 1725-1730                                     |               |            |
| Purmersteijn                                      | Purmerend                 | Purmerend                 |                     |               | reliëf zichtbaar                                                | ja            |            |
| Ramp                                              | Bergen                    | Bergen                    | 1500                |               | 1775 afgebroken, restanten ondergronds                          |               |            |
| Reewijk                                           | Heemskerk                 | Heemskerk                 | 14e eeuw            |               | gesloopt eind 16e eeuw                                          |               |            |
| Rietwijk, zie Reewijk                             |                           |                           |                     |               |                                                                 |               |            |
| Rolland                                           | Haarlem                   | Haarlem                   | 13e eeuw            |               | in 1748 afgebroken                                              |               |            |
| Ruysdael                                          | Blaricum                  | Blaricum                  | eind 15e eeuw       |               | vóór 1722 afgebroken                                            |               |            |
| Schagen                                           | Schagen                   | Schagen                   |                     |               | restanten + nieuwbouw                                           |               |            |
| Huis te Schoten                                   | Haarlem                   | Haarlem                   | vóór 1316           |               | verdwenen                                                       |               |            |
| Sparenwoude                                       | Spaarnwoude               | Haarlemmermeer            | vóór 1438           |               | afgebroken vóór 1626                                            |               |            |
| Spijk, te                                         | Hofgeest                  | Velsen                    |                     |               | gracht zichtbaar                                                |               |            |
| Swanenburch                                       | Monnickendam              | Waterland                 | 13e eeuw            |               | verwoest in 1275                                                |               |            |
| Sypestein                                         | Loosdrecht                | Wijdemeren                |                     |               |                                                                 | ja            |            |
| Tetrode                                           | onbekend                  | onbekend                  | 13e eeuw            |               | onbekend                                                        |               |            |
| Torenburg                                         | Alkmaar                   | Alkmaar                   |                     |               | verdwenen                                                       |               |            |
| Teylingerbosch                                    | Vogelenzang               | Bloemendaal               | 16e eeuw            |               | 1867 herbouwd                                                   |               |            |
| Velsen                                            | Santpoort-Noord           | Velsen                    |                     |               | restanten ondergronds                                           |               |            |
| Vlotter, De                                       | Noorddorp                 | Heemskerk                 | 13e eeuw            |               | midden 19e eeuw afgebroken                                      |               |            |
| Vogelenzang                                       | Vogelenzang               | Bloemendaal               | 1290, 17e-18e eeuw  |               |                                                                 | nee           |            |
| Wijc, Ter                                         | Beverwijk                 |                           | 13e eeuw            |               | 1856                                                            |               |            |
| Wijdenes                                          | Wijdenes                  | Drechterland              |                     |               | verdwenen                                                       | nee           |            |
| Ypestein                                          | Heiloo                    | Heiloo                    |                     |               |                                                                 |               |            |
| Zaanen, te                                        | Haarlem                   | Haarlem                   |                     |               | verbouwd                                                        |               |            |

Drenthe ·
Flevoland ·
Friesland ·
Gelderland ·
Groningen ·
Limburg ·
Noord-Brabant ·
Noord-Holland ·
Overijssel ·
Utrecht ·
Zeeland ·
Zuid-Holland